# Doron de Prémou
Pour les articles homonymes, voir Doron.
Le Doron de Prémou est un torrent de France situé en Savoie, dans le massif de la Vanoise.

## Géographie
Il nait au glacier de Pramort, à 2 360 mètres d'altitude, aux pieds de la Grande Casse (3 855 m) et de la Grande Motte (3 653 m), pour se jeter à 2 035 mètres d'altitude non loin du lac de la Glière dans le Doron de Champagny, affluent du Rhône via le Doron de Bozel et l'Isère,. 

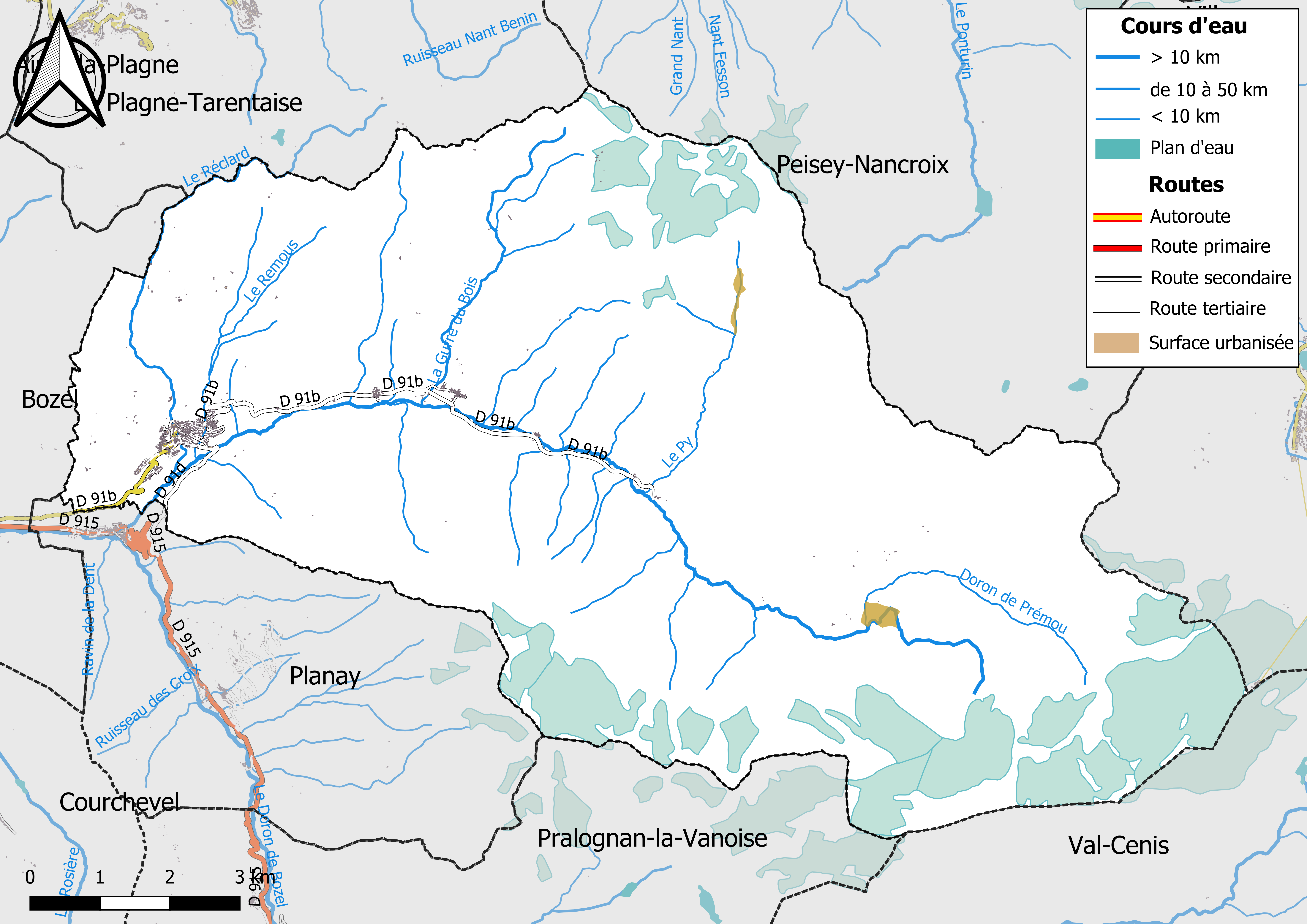
Carte du réseau hydrographique de la commune de Champagny-en-Vanoise avec le Doron de Prémou dans l'est.

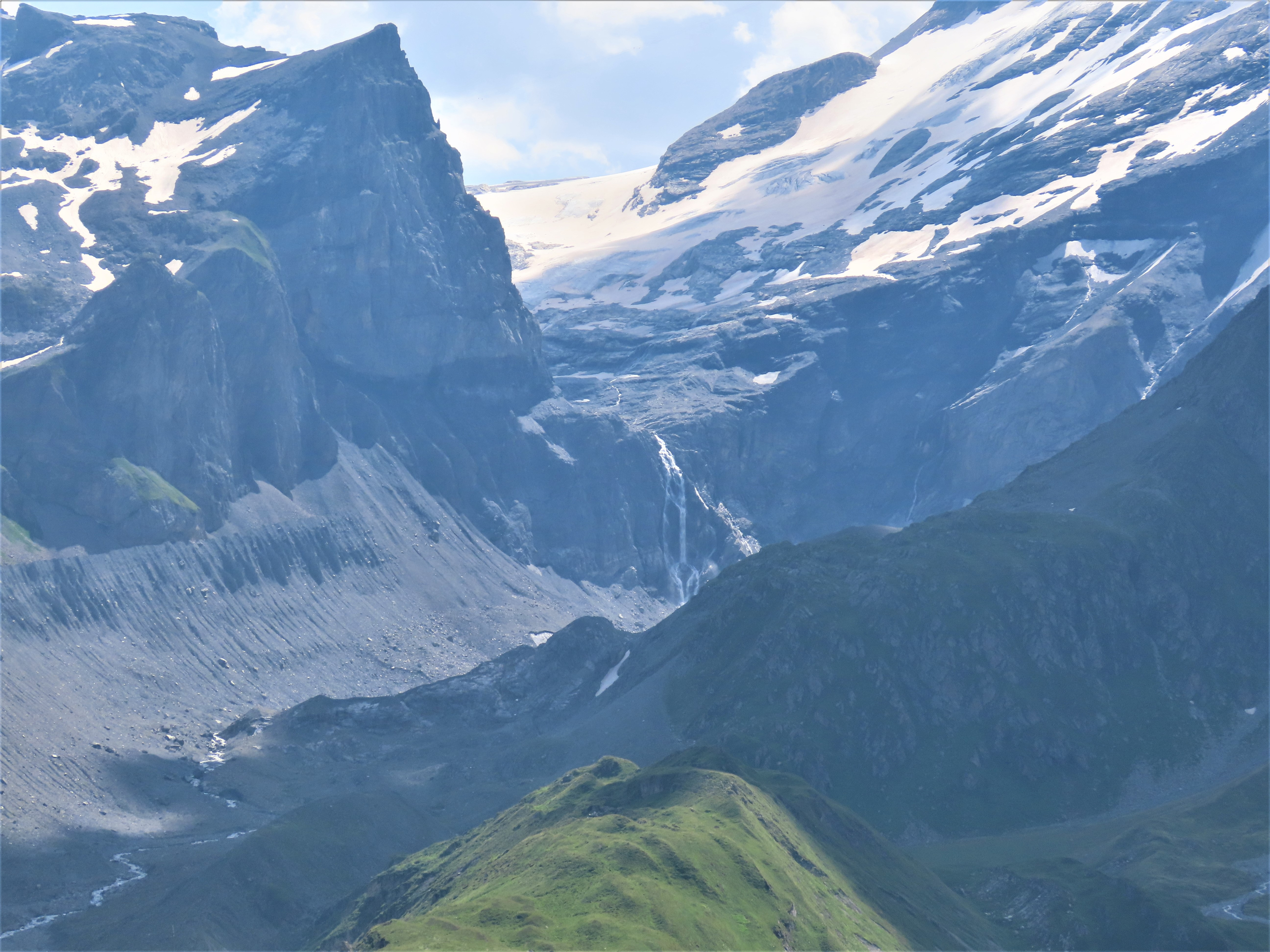
Cascade formée par le Doron de Prémou en aval du glacier de la Grande Motte et en amont du glacier de Pramort.